# Jomsborg

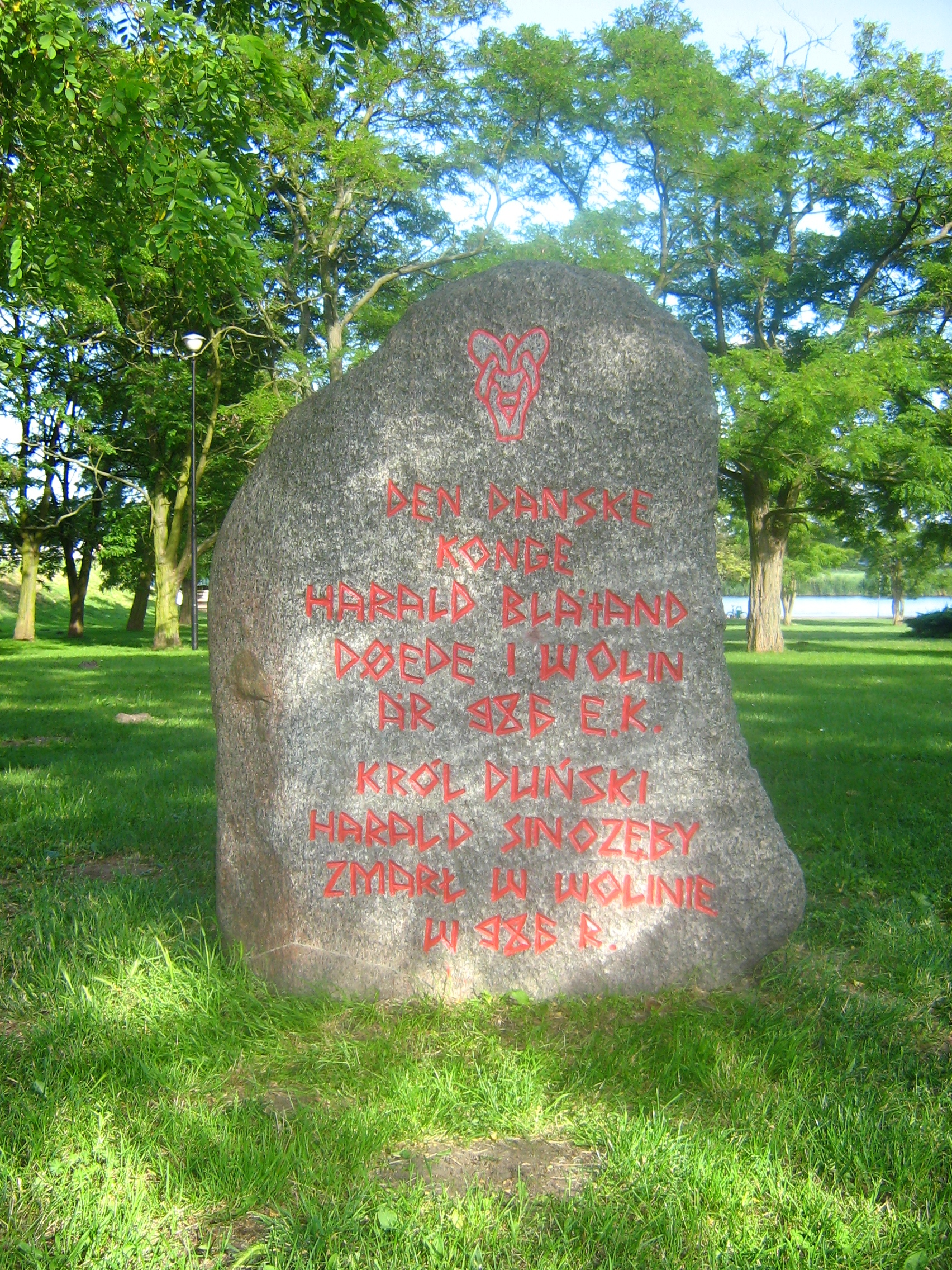
Memorial moderno en la ciudad de Wolin, el lugar más probable donde pudo estar la fortaleza medieval de Jomsborg. La inscripción en danés y polaco conmemora la muerte de Harald Blåtand en Jomsborg, 986.

Jomsborg fue una mítica fortaleza semilegendaria vikinga al sur del mar Báltico (probablemente en las inmediaciones de la actual Pomerania), que existió entre los años 960 a 1043 d. C. Sus habitantes eran conocidos como los jomsvikingr. Se desconoce la localización exacta de la fortaleza, lo que da mayor énfasis a la leyenda, pero generalmente se mantiene la teoría de que Jomsborg se encontraba cerca del estuario del Óder. Sin embargo, Lauritz Weibull lo ha relegado intrínsecamente a la leyenda.

## Localización
Se cree que Jomsborg estaba en lo que actualmente se conoce como Wolin, una ciudad al sudeste de la isla homónima, cerca de la colina de Silberberg al norte de la ciudad. Se la relaciona con un lugar multiétnico como Jumne o Julin. Las sagas nórdicas usan exclusivamente el nominativo "Jomsborg", mientras que las historias germanas se decantan por "Jumne" o "Julin", con sus variantes "Vimne", "Uimne", "Jumneta", "Juminem", "Julinum", "Uineta", "Vineta" y "Vinneta". En 1931/32, un historiador de Pomerania, Adolf Hofmeister, fue el primero en emplazar la fortaleza en Wolin tras comparar los acontecimientos procedentes de las diferentes crónicas.
Otras teorías ven a Jomsborg en el noroeste de la isla de Usedom, en tierras actualmente sumergidas. Las pequeñas islas en la zona son restos de una franja de tierra que hubo entre Usedom y Rügen, que fue víctima de inundaciones a principios del siglo XIV. Los emplazamientos más posibles en el área determinada son las tierras de Veritas entre las islas de Ruden, Greifswalder Oie y las zonas bajas de Peenemünde. Se ha encontrado joyería de la Era vikinga en los márgenes de esos lugares, pero no ha sido suficiente para una evaluación arqueológica que ampare esas teorías.

## La fortaleza
Según la saga Knýtlinga y saga Fagrskinna, Jomsborg fue construida por el rey danés Harald Blåtand (910-985/86) aproximadamente en el año 960 d. C. La saga Jomsvikinga cita al vikingo danés Palnatoke como fundador.
Algunas fuentes medievales describen a Jomsborg como una fortaleza con puerto, que estaba vigilado por una torre de piedra con catapultas, construida sobre un arco que atravesaba el mismo puerto y podía cerrarse con una gran puerta de hierro. Según los registros más antiguos, el puerto tenía espacio para tres naves, pero datos posteriores hablan de hasta 360 naves.
Jomsborg fue destruido hasta sus cimientos en el año 1043 por el rey Magnus I de Noruega, decidido a acabar de una vez con la amenaza de los Jomsvikings, y los supervivientes de la hermandad fueron sometidos y la mayoría condenados a pena de muerte.

## Jomsvikings
Bastantes registros citan al Jarl de Jomsborg Sigvaldi Strut-Haraldsson, hijo de Harald el Estirado, rey danés de Escania. Sigvaldi murió antes del año 1010. Los vikingos de Jomsborg eran guerreros seleccionados y sometidos bajo un estricto código de lealtad a su caudillo. En 1009, muchos Jomsvikings dejaron Jomsborg y siguieron a los hermanos de Sigvaldi, Hemming y Thorkell el Alto a Inglaterra, donde se convirtieron en el núcleo de fuerza de Canuto el Grande, los huscarles.

## Hechos históricos relacionados con Jomsborg
- Harald Blåtand murió en Jomsborg en 985/86.[15] Jomsborg también fue la base de muchas expediciones e incursiones:
- Styrbjörn el Fuerte y un grupo de Jomsvikings partieron de Jomsborg para reclamar el trono sueco a Erico el Victorioso, siendo derrotados en la batalla de Fýrisvellir cerca de Gamla Uppsala hacia el año 980.[16]
- Svend I de Dinamarca y un grupo de Jomsvikings partieron de Jomsborg para eliminar al Jarl Håkon Sigurdsson de Noruega, pero fueron derrotados en la batalla de Hjörungavágr hacia el 990 d. C.
- Olaf I de Noruega y un contingente de Jomsvikings partieron de Jomsborg hacia la batalla de Svolder en el 999 o 1000 d. C.